# تاشتائو
تاشتائو (انگلیسی: Tashtau) یک شهرک در شهرستان دیورتیورلینسکی در استان باشقیرستان کشور روسیه است.